# Kenkichi Yoshizawa
Kenkichi Yoshizawa (芳沢 謙吉, Yoshizawa Kenkichi), né le 24 janvier 1874 à Takada et mort le 5 janvier 1965 à Tokyo, est un diplomate de l'empire du Japon, 46e ministre des Affaires étrangères du Japon en 1932. Il est le grand-père maternel de Sadako Ogata, haut commissaire des Nations unies pour les réfugiés de 1991 à 2001.

## Biographie
Yoshizawa est originaire de la ville de Takada, intégrée à Jōetsu dans la préfecture de Niigata depuis 1971. Diplômé du département de littérature anglaise de l'université de Tokyo, il entre au ministère des Affaires étrangères en 1899. Il est affecté au consulat japonais à Amoy en Chine en 1902 et plus tard au consulat à Shanghai.
En 1905, Yoshizawa épouse la fille aînée de l'homme politique (et futur premier ministre) Inukai Tsuyoshi et s'installe à Londres. Il réside en Angleterre plusieurs années pour finalement devenir premier secrétaire à l'ambassade du Japon. Il reçoit le poste de consul général à Hankou, Chine en 1912.

## Carrière diplomatique
Yoshizawa sert comme ministre en Chine de 1923 à 1929 où il est attaché aux consulats japonais à Pékin et Tianjin. Il rencontre le ministre des Affaires étrangères soviétique Lev Karakhan à Pékin en 1925 pour des entretiens qui conduisent à l'établissement formel de relations diplomatiques entre le Japon et l'Union soviétique par la convention soviéto-japonaise de base.
Yoshizawa sert plus tard comme ambassadeur du Japon en France et représentant officiel à la Société des Nations.
Il est nommé au cabinet du premier ministre Inukai Tsuyoshi en tant que ministre des Affaires étrangères du 14 janvier 1932 au 26 mai 1932. Lorsqu'il apprend sa nomination, Yoshizawa revient d'Europe au Japon par le Transsibérien et traverse la Mandchourie pour voir personnellement quelle est la situation.
Après l'assassinat d'Inukai lors de l'incident du 15 mai, le cabinet est dissous. Yoshizawa reçoit cependant une nomination à la Chambre des pairs à la demande de l'empereur Hirohito et rejoint le Rikken Seiyūkai (parti politique).
Dans la période précédant immédiatement le début de la Guerre du Pacifique, Yoshizawa est nommé envoyé spécial aux Indes orientales néerlandaises par le premier ministre Fumimaro Konoe à la suite de la mission diplomatique d'Ichizō Kobayashi. Yoshizawa est chargé de présenter un nouvel ensemble d'exigences au gouvernement néerlandais à Batavia, exigences délibérément destinées à être inacceptables.
- Adhésion à la vision et la politique du Japon en Asie du Sud-Est,
- Droits illimités d'exploration et d'exploitation des minéraux partout dans les Indes néerlandaises,
- Droits illimités de pêche et d'expédition dans toutes les eaux des Indes néerlandaises,
- Droits illimités de fonder toutes sortes d'entreprises commerciales,
- Les exportations japonaises vers les IN doivent être augmentées à plus de 80 % de toutes les importations des Indes néerlandaises,
- La demande existante pour le pétrole est légèrement augmentée pour atteindre 3,8 millions de tonnes,
- Les Indes néerlandaises doivent fournir au Japon 1 000 000 tonnes d'étain, 400 000 tonnes de bauxite, 180 000 tonnes de nickel, 30 000 tonnes de caoutchouc, 30 000 tonnes d'huile de noix de coco et 10 000 tonnes de sucre,
- Établissement de liaisons aériennes et télégraphiques entre le Japon et les Indes néerlandaises.

En décembre 1940, Yoshizawa rencontre Hubertus Johannes van Mook, ministre délégué aux affaires économiques, K. L. J. Enthoven, directeur de la Justice et Hoessein Djajadiningrat, directeur de l'Éducation et de la religion. Les négociations s'éternisent et le 11 juin 1941, l'assemblée de liaison du quartier général impérial et le gouvernement décident de rappeler Yoshizawa et de mettre un terme aux pourparlers. Yoshizawa annonce soudainement son projet de départ aux Néerlandais et demande à être reçu par le gouverneur général hollandais, Tjarda van Starkenborgh Stachouwer (en) le 17 juin 1941. Ce dernier craint de recevoir une déclaration de guerre mais à son grand soulagement Yoshizawa ne lui remet qu'un projet de déclaration indiquant que les négociations ont pris fin faute d'accord.
De 1941 à 1944, Yoshizawa sert comme ambassadeur japonais en Indochine française. L'affectation est essentiellement symbolique puisqu'à cette période la région est sous occupation militaire japonaise. En août 1945, il devient membre du Conseil privé.
Après la fin de la Seconde Guerre mondiale, Yoshizawa est exclu de la fonction publique par les autorités américaines d'occupation. Dans le Japon d'après-guerre il est nommé ambassadeur auprès de la République de Chine à Taiwan en 1952. Il se retire de la vie publique en décembre 1956.

## Source de la traduction
- (en) Cet article est partiellement ou en totalité issu de l’article de Wikipédia en anglais intitulé « Kenkichi Yoshizawa » (voir la liste des auteurs).